# Идиофони инструменти
Музички инструменти су средства помоћу којих музичари стварају музику у живом извођењу. Најтачнија и најпрецизнија подела музичких инструмената, зависно од грађе и начина добијања тона и звука, је следећa:
1. Мембранофони или опнозвучни инструменти
2. Идиофони инструменти
3. Кордофони, хордофони или жичани инструменти 
4. Аерофони инструменти
5. Електрофони, етерофони или електронски инструменти

## Идиофони инструменти
Идиофони (грч. идиос = сопствен, fonė = звук; итал. strumenti idiofoni, енгл. idiophonic) – су музички инструменти из групе удараљки. 
Код идиофоних инструмената звук се добија: 
1. Ударом једног инструмента о други (чинеле, кастањете)
2. Ударом у инструмент (триангл, звоно, ксилофон)
3. Трзањем (дромбуље) и други.

## Како још могу да се класификују идиофони инструменти
У зависности од врсте материјала од којег се праве, идиофоне инструменте могуће је поделити на: 
1. Металне (триангл, звоно, дромбуље)
2. Дрвене (ксилофон, кастањете).
У зависности од тога да ли производе тон или звук, идиофоне инструменте могуће је поделити на: 
1. Инструменте са одређеном висином тона (ксилофон, тубафон, звончићи, челеста, звона, клепетуша, вибрафон.)
2. Инструменти са неодређеном висином тона (триангл, пиати, там-там, кастањете, бич, чегртаљка).
Прикажимо само неке идиофоне инструменте: 
- Ксилофон
- Чинеле
- Кастањете
- Дромбуље